# Jean-Armand Calgaro
Jean-Armand Calgaro (* 1947) ist ein französischer Bauingenieur.
Calgaro studierte an der École polytechnique und der École Nationale des Ponts et Chaussées mit dem Abschluss 1972. Danach war zunächst Grundbauingenieur bei der technischen Sektion des französischen Verkehrsministeriums (SETRA). Nach sieben Jahren wandte er sich Spannbetonbrücken zu und entwarf insgesamt rund 20 große Brücken. Außerdem stand er der Abteilung Computerprogramme für den Brückenentwurf vor. 1994 bis 2003 leitete er eine von ihm gegründete Abteilung für Forschungsprogramme und Normung im Bauingenieurwesen.
Seit 1987 war er an der Entwicklung der Eurocodes beteiligt, ab 2004 als Leiter der französischen Gruppe.
Er ist Professor für konstruktiven Ingenieurbau und Brückenbau an der École Nationale des Ponts et Chaussées und stand 1989 bis 1996 der Abteilung Bauingenieurwesen vor.

## Schriften
- mit  Haig Gulvanessian, Milan Holicky: Designers’ guide to Eurocode : basis of structural design ; EN 1990, London, ICE Publ. 2012 (zuerst Telford 2002)
- mit P.M. Géry:  Les ́Matrices-Transfert dans le calcul des structures, Paris: Eyrolles 1973
- mit  Anne Bernard-Gély: Conception des ponts. Presses des Ponts et Chaussées, Paris 1994